# Karanje Turf Satara
Karanje Turf Satara è una suddivisione dell'India, classificata come census town, di 21.503 abitanti, situata nel distretto di Satara, nello stato federato del Maharashtra. In base al numero di abitanti la città rientra nella classe III (da 20.000 a 49.999 persone).

## Geografia fisica
La città è situata a 17° 41' 60 N e 73° 59' 43 E.

## Società

### Evoluzione demografica
Al censimento del 2001 la popolazione di Karanje Turf Satara assommava a 21.503 persone, delle quali 11.312 maschi e 10.191 femmine. I bambini di età inferiore o uguale ai sei anni assommavano a 2.596, dei quali 1.427 maschi e 1.169 femmine. Infine, coloro che erano in grado di saper almeno leggere e scrivere erano 16.645, dei quali 9.115 maschi e 7.530 femmine.